# Trofeo Laigueglia 1992
Il Trofeo Laigueglia 1992, ventinovesima edizione della corsa, si svolse il 19 febbraio 1992, su un percorso di 160 km. La vittoria fu appannaggio del belga Sammie Moreels, che completò il percorso in 3h57'10", precedendo l'italiano Andrea Ferrigato e il francese Frédéric Moncassin.
I corridori che portarono a termine la prova sul traguardo di Laigueglia furono almeno 23.

## Ordine d'arrivo (Top 10)
| Pos. | Corridore           | Squadra                   | Tempo    |
| ---- | ------------------- | ------------------------- | -------- |
| 1    | Sammie Moreels      | Lotto-Mavic-MBK           | 3h57'10" |
| 2    | Andrea Ferrigato    | Ariostea                  | s.t.     |
| 3    | Frédéric Moncassin  | Castorama-Sodime          | s.t.     |
| 4    | Hans Kindberg       | Castorama-Sodime          | s.t.     |
| 5    | Adriano Baffi       | Ariostea                  | s.t.     |
| 6    | Zbigniew Spruch     | Lampre-Colnago            | s.t.     |
| 7    | Mauro Gianetti      | Lotus-Festina             | s.t.     |
| 8    | Fabrizio Bontempi   | Lampre-Colnago            | s.t.     |
| 9    | Maximilian Sciandri | Motorola Cycling Team     | s.t.     |
| 10   | Dario Mariuzzo      | Jolly Componibili-Club 88 | s.t.     |